# Ornois
L'Ornois ou pays de l'Ornois est le nom d'une ancienne région située entre la Champagne et la Lorraine qui tire son nom de la rivière l'Orne, un affluent de la Moselle. Dans son acception actuelle, l'Ormois se situe à cheval sur les départements de la Meuse et de la Haute-Marne.
On le retrouve dans le nom de d'une communauté de communes, de communes ou anciennes communes :
- La communauté de communes du Val d'Ornois
- Luméville-en-Ornois
- Horville-en-Ornois
- Cirfontaines-en-Ornois
- Domremy-en-Ornois aujourd'hui Domremy-Landéville

## Histoire
A la mort de Lothaire II, ses deux oncles, Charles le Chauve et Louis le Germanique se partagent son royaume de Lotharingie. Ils signent un traité à Meersen en 870 qui en fixe les frontières. Charles le Chauve récupère le Bolenois, le Toulois, le Barrois de Bar-le-Duc et le Bassigny. Il y ajoute l’Ornois septentrional. Cette partie de l’Ornois est confié à un comte Thietmar. De l’autre côté de la nouvelle frontière, l’Ornois méridional est lui détenu par un comte Bernard.
L'Ornois du sud sera dominé par la seigneurie de Reynel tandis que l'Ornois du nord le sera par celle de Joinville. Ce dernier fief a été au Xe siècle sous la suzeraineté des Hugonides puis de leurs proches les Thibaldiens. Ainsi les villes de Commercy, Vaucouleurs ou Gondrecourt-le-Château furent soumis à l'influence des comtes de Champagne.